# Kurzątkowice
Kurzątkowice (niem. Chursangwitz) – wieś w Polsce, w województwie dolnośląskim, w powiecie oławskim, w gminie Domaniów.

## Nazwa
Heinrich Adamy wywodzi pierwotną nazwę wsi się od polskiej nazwy drzewa - świerk zaliczając ją do grupy miejscowości, których nazwy wywodzą się "von swierk = Fichte (pinus abies)". W swoim dziele o nazwach miejscowych na Śląsku wydanym w 1888 roku we Wrocławiu wymienia on nazwę wsi w formie "Criva (Krzywa) sosna" tłumacząc jej znaczenie na język niemiecki "Krumme Kiefer". Niemcy zgermanizowali nazwę na Chursangwitz w wyniku czego utraciła ona swoje pierwotne znaczenie. Po II wojnie światowej polska administracja spolonizowała zgermanizowaną nazwę na Kurzątkowice w wyniku czego nie wiąże się już ona z pierwszym znaczeniem.
Miejscowość została wymieniona w staropolskiej formie Crivasosna w łacińskim dokumencie wydanym 13 sierpnia 1299 w Legnicy.
12 lutego 1948 r. ustalono urzędową polską nazwę miejscowości – Kurzątkowice, określając drugi przypadek jako Kurzątkowic, a przymiotnik – kurzątkowicki.

## Podział administracyjny
W latach 1975–1998 miejscowość należała administracyjnie do województwa wrocławskiego.